# Blaze Away (singolo)
Blaze Away è un singolo del gruppo musicale britannico Morcheeba, pubblicato il 27 aprile 2018 come secondo estratto dal nono omonimo album in studio.

## Descrizione
Il singolo, che vede la partecipazione vocale di Roots Manuva, è stato composto da Ross Godfrey e Alex Watson, mentre il testo è stato scritto dal rapper britannico. 
Il 12 maggio, in un'intervista rilasciata al The Daily Telegraph, Ross Godfrey ha affermato di essere entrati in contatto con Roots Manuva nel retroscena di un festival musicale a Mosca ed a proposito della collaborazione artistica, ha dichiarato:

## Video musicale
Il lyric video del singolo, diretto da Ilija Todorovski, è stato pubblicato il 6 giugno 2018 attraverso il canale YouTube del gruppo musicale.

## Tracce
Download digitale
1. Blaze Away (feat. Roots Manuva) – 4:04